# Droga wojewódzka 463
Die Droga wojewódzka 463 (DW 463) ist eine 39 Kilometer lange Droga wojewódzka (Woiwodschaftsstraße) in der polnischen Woiwodschaft Opole, die Bierdzan  mit Zawadzkie verbindet. Sie liegt im Powiat Oleski und im Powiat Strzelecki.

## Straßenverlauf
Woiwodschaft Großpolen, Powiat Opolski
- 00 km:  Kreisverkehr, Bierdzany (Bierdzan) (DK 45)
- 00 km:  Brücke (Libawa)
- 18 km:  Kreisverkehr, Ozimek (Malapane) (DK 46)

Woiwodschaft Großpolen, Powiat Strzelecki
- 18 km:  Bahnübergang, Kolonowskie (Colonnowska)
- 18 km:  Bahnübergang, Kolonowskie (Colonnowska)
- 18 km:  Brücke (Bziniczka)
- 18 km:  Brücke (Smolina)
- 18 km:  Brücke (Małapanew)
- 38 km:  Kreisverkehr, Zawadzkie (Zawadzki) (DW 901, DW 426)